# Phaenochilus punctifrons
Phaenochilus punctifrons is een keversoort uit de familie lieveheersbeestjes (Coccinellidae). De wetenschappelijke naam van de soort is voor het eerst geldig gepubliceerd in 1895 door Weise.